# Тихая (верхний приток Катуни)
Тихая — река в Казахстане и России, протекает по Катон-Карагайскому району Восточно-Казахстанской области и Усть-Коксинскому району Республики Алтай. Длина реки — 43 км.
Река начинается у российско-казахстанской границы, на восточном склоне хребта Листвяга у подножия горы Жерновая. Течёт сначала на юго-восток, затем, в заболоченной котловине, меняет направление течения на северное, а затем, у пересечения с границей — на северо-восточное. Течёт по горам, частично поросшим лесом, в нижнем течении — по безлесым горам. Скорость течения воды — 0,4 м/с.
Устье реки находится в 596 км по левому берегу реки Катунь на высоте 1253 метра над уровнем моря.
Основные притоки:
- Таловочка[2] (лв)
- Тополевка[2] (пр)
- Сухонькая[2] (лв)

## Данные водного реестра
По данным государственного водного реестра России относится к Верхнеобскому бассейновому округу, водохозяйственный участок реки — Катунь, речной подбассейн реки — Бия и Катунь. Речной бассейн реки — (Верхняя) Обь до впадения Иртыша.
Код водного объекта — 13010100312115100003175.